# Głotowo
Głotowo (Glotowo, niem. Glottau, prus. Glātawa) – wieś w Polsce, położona w województwie warmińsko-mazurskim, w powiecie olsztyńskim, w gminie Dobre Miasto, w dolinie rzeki Kwieli.
W latach 1954–1957 wieś należała i była siedzibą władz gromady Głotowo, po jej zniesieniu w gromadzie Dobre Miasto. W latach 1975–1998 wieś administracyjnie należała do województwa olsztyńskiego. Największa wieś pod względem liczby ludności w Gminie Dobre Miasto.
Wieś znajduje się w historycznym regionie Warmia.
Typową zabudową jest zabudowa jedno lub wielorodzinna poniemiecka.
Ciekawym obiektem jest szkoła założona przez Niemców w 1931 r. Szkoła polska powstała w 1946 r. W wyniku likwidacji publicznej placówki od 1 września 2002 r. w Głotowie funkcjonuje Niepubliczna Szkoła Podstawowa prowodzona przez Stowarzyszenie „Przyjaciel Dziecka”. We wsi swoją działalność prowadzi również Centrum Aktywności Wiejskiej.

## Integralne części wsi
| SIMC    | Nazwa | Rodzaj    |
| ------- | ----- | --------- |
| 1046205 | Wilki | część wsi |

## Historia
Pierwsze wzmianki o Głotowie (1290 r.) związane są z pojawieniem się we wsi sołtysa z Ornety, Wilchela, a pierwszymi mieszkańcami byli Prusowie. W 1300 r. nastąpił najazd Litwinów. Mieszkańcy wynieśli wówczas z kościoła Najświętszy Sakrament by uchronić go przed profanacją, zakopując go w znacznej odległości od świątyni. Wieś została zniszczona, a kościół spalony. Po wielu latach pewien rolnik znalazł ukryty w ziemi kielich, a w nim nienaruszoną hostię. Jak głosi legenda woły ciągnące pług uklękły, podkreślając tym samym niezwykłość tego wydarzenia. Wiadomość o cudownym znalezieniu hostii rozeszła się wśród ludu, kielich przeniesiono w procesji do kościoła w Dobrym Mieście. Tymczasem hostia po raz kolejny wracała do Głotowa na miejsce, gdzie była zakopana. Wobec woli bożej wzniesiono kościół ku czci Bożego Ciała. Glotowo lokowane było w 1313 r. W połowie XIV w. zbudowano drugi kościół z kamienia i cegły i od tego czasu Głotowo stało się miejscem pielgrzymkowym. W połowie XIV w. zbudowany został kościół ku czci Bożego Ciała (wcześniejszy, pierwszy kościół powstał ok. 1290 r., zniszczony w czasie najazdu Litwinów). Kamień węgielny pod sanktuarium został wmurowany dn. 22 sierpnia 1722 r. przez biskupa Teodora Potockiego, a 24 lipca 1726 kościół był konsekrowany przez biskupa Krzysztofa Jana Szembeka. Historia Kalwarii Warmińskiej wiąże się z mieszkańcem Głotowa, Janem Mertenem, który po powrocie z Ziemi Świętej postanowił wybudować kalwarię wzorowaną na jerozolimskiej. Przywiózł nawet małe kamyczki z Jerozolimy traktując je jako relikwie, umieszczone w późniejszych kaplicach. Terenem wokół kalwarii oraz kapliczkami zajmują się poszczególne rodziny we wsi, osoby starsze, siostry zakonne.

## Kalendarium

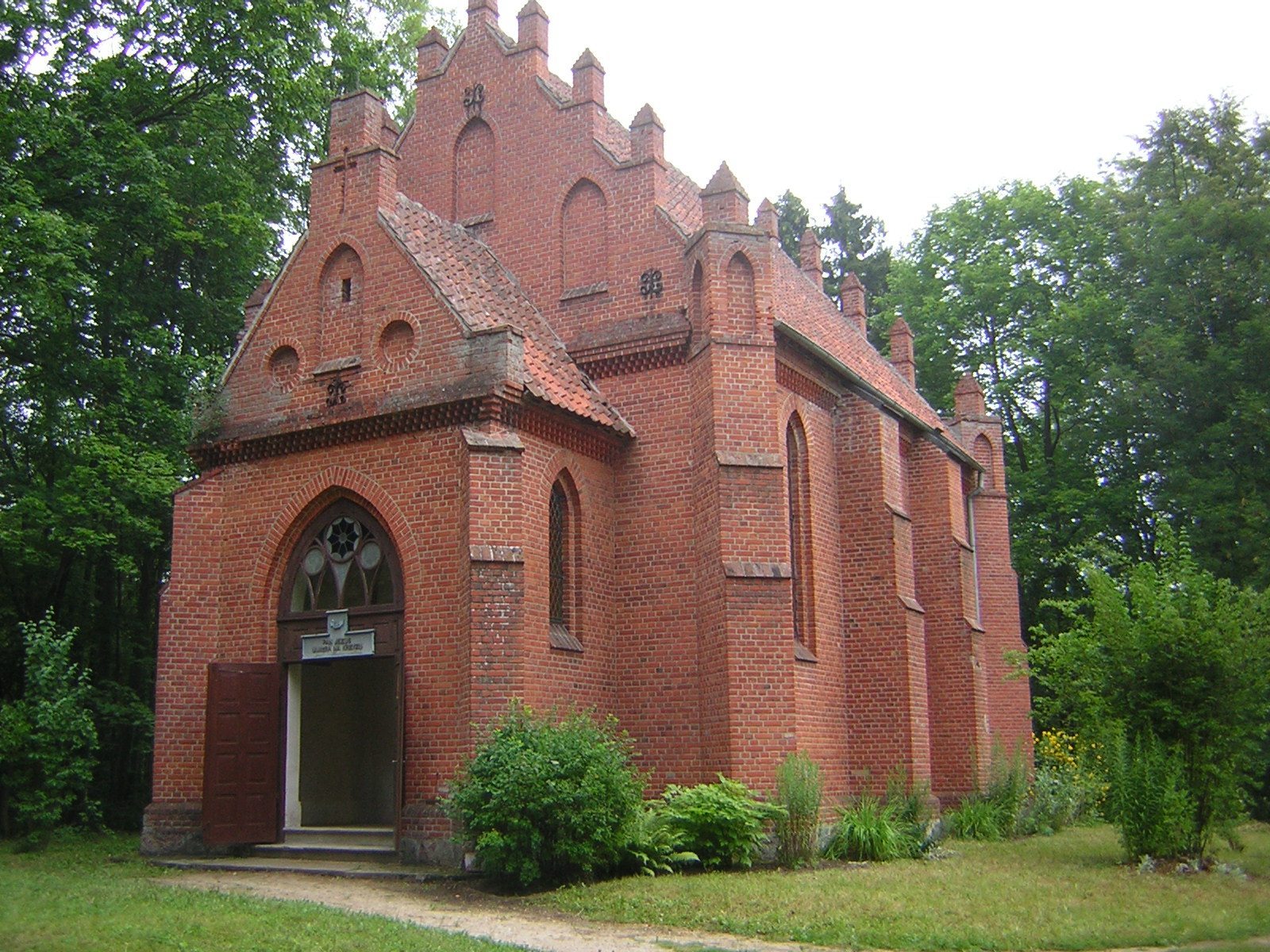
Kapliczka Stacji XII

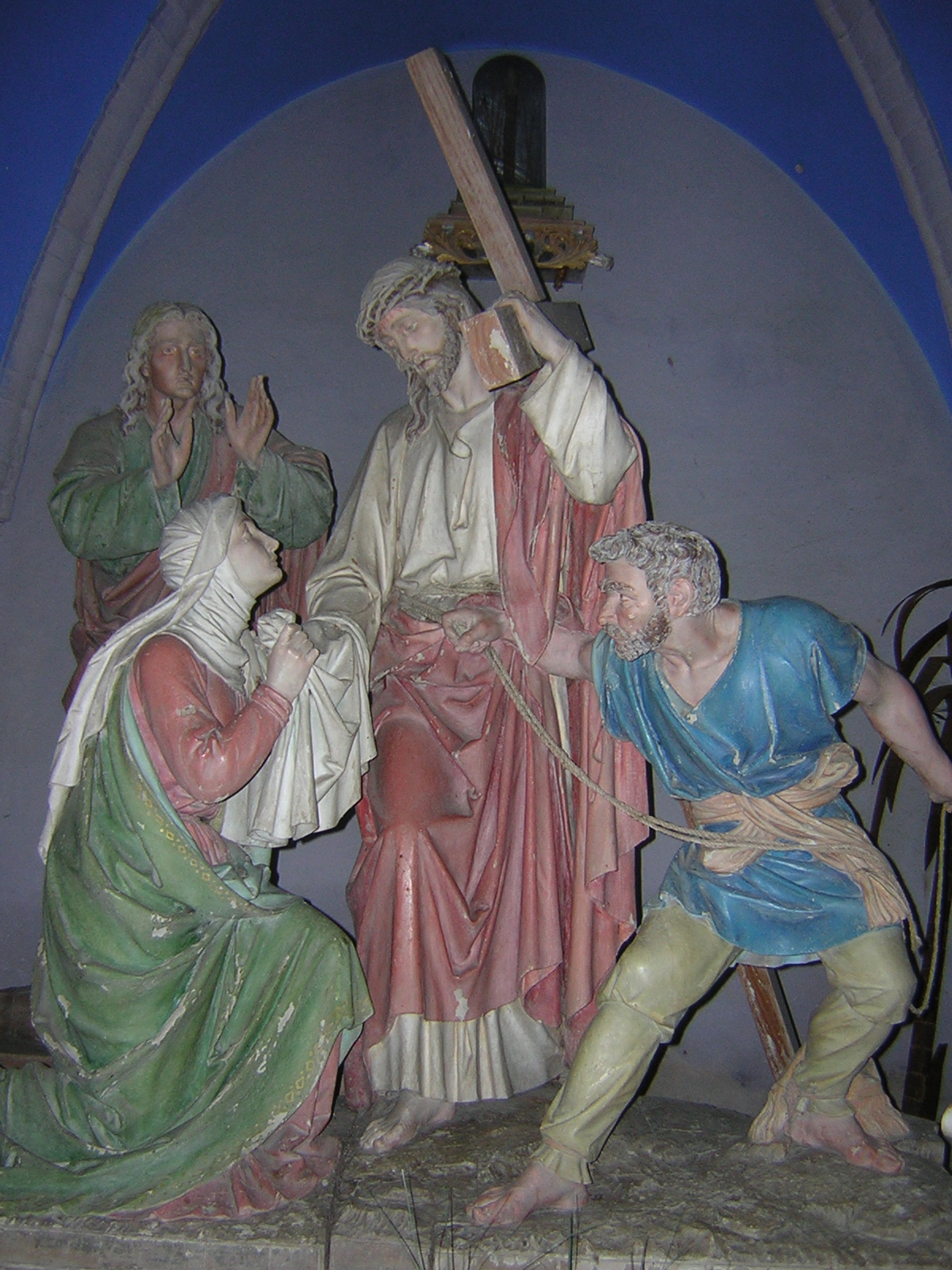
Stacja VI

- XIII w. – wzniesienie drewnianego kościoła parafialnego pw. św. Andrzeja
- 1290 r. – pierwsza wzmianka o Głotowie
- 1300 r. – Głotowo zostało najechane przez Litwinów
- 12 marca 1313 r. biskup Eberhard z Nysy nadał Głotowu przywilej lokacyjny, a w nim 90 łanów
- Połowa XIV w. – wzniesienie murowanej świątyni, w miejscu odnalezienia kielicha liturgicznego wraz z Eucharystią. Od tego czasu Głotowo odwiedzają liczni pielgrzymi
- Styczeń 1356 r. – spalenie Głotowa w wyniku najazdu wojsk litewskich
- 27 maja 1362 r. – odnowienie przywileju lokacyjnego Głotowa przez biskupa Jana Stryprocka
- 1709 r. – epidemia dżumy powoduje duże straty w ludności wsi i okolic
- 22 sierpnia 1722 r. – wmurowanie kamienia węgielnego przez biskupa Teodora Potockiego pod budowę nowego kościoła w miejscu średniowiecznej świątyni, którą poddano rozbiórce
- 24 lipca 1726 r. – biskup Krzysztof Jan Szembek konsekrował nową świątynię
- 1878-1894 r. – budowa kaplic pamiątki Drogi Krzyżowej Jezusa Chrystusa (Kalwaria Warmińska)
- 18 maja 1894 – poświęcenie Kalwarii
- 2 września 2006 r. – odkrycie kradzieży cennych, XIX w. dzieł sztuki oraz zbezczeszczenia ołtarza.

## Zabytki[6]
- Kościół barokowy pw. Zbawiciela z 1722 r. (wpisany w rejestr zabytków 2 września 1968 r., nr 822). Zbudowany na planie starszego, średniowiecznego, prawdopodobnie według planów Krzysztofa Reimersa z Ornety. Wieża z neobarokowym hełmem z 1854. Wyposażenie wnętrza – barokowe. Ambona z ok. 1730 r. z rzeźba Chrystusa Zmartwychwstałego, chrzcielnica późnobarokowa z rzeźbioną grupą Chrztu w Jordanie. Ogrodzenie chrzcielnicy w postaci kutej kraty (wykonane przez kowala z Dobrego Miasta).
- 4 kaplice w narożnikach cmentarza kościelnego (wpisane w rejestr zabytków 2 września 1968 r., nr 822)
- Cmentarz przykościelny (wpisany w rejestr zabytków 2 września 1968 r., nr 822)
- Kapliczka na placu kościelnym z 1742 r. (wpisana w rejestr zabytków 21 października 1993 r., nr 2339)
- Kapliczka na cmentarzu parafialnym (4 ćw. XIX w.) (wpisana w rejestr zabytków 21 października 1993 r., nr 2340)
- Kapliczka przydrożna (wpisana w rejestr zabytków 21 października 1993 r., nr 2342)
- Kapliczka przydrożna z 1767 r. (wpisana w rejestr zabytków 21 października 1993 r., nr 4282)
- Kapliczka przydrożna (4 ćw. XVIII w.) (wpisana w rejestr zabytków 21 października 1993 r., nr 4283)
- Cmentarz z XIX w. (wpisany w rejestr zabytków 9 stycznia 1987 r., nr 3728)
- Cmentarz z XIX w. (wpisany w rejestr zabytków 9 stycznia 1987 r., nr 3729)
- Kalwaria Warmińska (wpisana w rejestr zabytków 29 grudnia 2003 r., nr A-2097)
  - 14 kaplic, 1878–1894 Drogi Krzyżowej (tzw. Kalwaria Warmińska)
  - Grota Matki Boskiej z Lourdes z 2 ćw. XX w.
  - Kaplica Modlitwy w Ogrójcu z 2 ćw. XX w.
  - Park Kalwaryjski (układ alejowy)

## Kalwaria
Kalwaria została wybudowana w latach 1878–1894. Inicjatorem jej budowy był mieszkaniec Głotowa Johannes Merten, który w tym celu odbył pielgrzymkę do Jerozolimy. Przywiózł on ze sobą jako relikwie kamyczki z poszczególnych stacji jerozolimskiej drogi krzyżowej, które umieszczono pod kloszami w każdej kapliczce. Wąwóz pod Kalwarię wykopywano ręcznie staraniem całej diecezji warmińskiej (szacuje się, że w ciągu szesnastu lat w pracach uczestniczyło 70 tysięcy ludzi). Troszczono się, aby wiernie naśladować długość i nachylenie prawdziwej Drogi Krzyżowej Chrystusa w Jerozolimie. Pracami kierował ówczesny proboszcz Głotowa ks. Ferdynand Engelbrecht, a po jego śmierci w 1893 r. ks. Donald Steinsohn. W piątek 18 maja 1894 roku ówczesny biskup warmiński Andrzej Thiel dokonał poświęcenia Kalwarii.